# Samppaanselkä
Samppaanselkä är en del av sjön Orivesi i Finland. Den ligger i kommunerna Nyslott, Bräkylä och Kides i landskapen Södra Savolax och Norra Karelen i den sydöstra delen av landet, 300 km nordost om huvudstaden Helsingfors. Samppaanselkä ligger 61 meter över havet.
Trakten ingår i den boreala klimatzonen. Årsmedeltemperaturen i trakten är 1 °C. Den varmaste månaden är augusti, då medeltemperaturen är 15 °C, och den kallaste är januari, med −16 °C.